# Новомарковка (Кантемирівський район)
Новомарковка (рос. Новомарковка) — село Кантемирівського району Воронізької області. Адміністративний центр Новомарковського сільське поселення.
Населення становить 1463 особи за переписом 2010 року (672 чоловічої статі та 791 — жіночої).

## Історія
За даними 1859 року у казенній слободі Маркова (Ад'ютантова) Богучарського повіту Воронізької губернії мешкало 3592 особи (1782 чоловічої статі та 1810 — жіночої), налічувалось 404 дворових господарства, існували православна церква, відбувалось 2 ярмарки на рік.
Станом на 1886 рік у колишній державній слободі Марковка (Ад'ютантова), центрі Марковської волості мешкало 3689 осіб, налічувалось 516 дворових господарств, існувала православна церква, поштова станція, лавка, 63 вітряних млини.
За переписом 1897 року кількість мешканців зросла до 4021 особи (2013 чоловічої статі та 2008 — жіночої), з яких всі — православної віри.
За даними 1900 року на хуторі мешкало 4071 особа (2057 чоловічої статі та 2014 — жіночої) переважно українського населення, налічувалось 576 дворових господарств, існували православна церква, земська школа й школа грамота, маслобійний завод, мануфактурна, дріб'язкова і винна лавки, відбувалось 2 ярмарки на рік.